# Борщівська сільська рада (Подільський район)
Борщі́вська сільська́ ра́да — колишня адміністративно-територіальна одиниця та орган місцевого самоврядування в Котовському районі Одеської області. Адміністративний центр — село Борщі.

## Загальні відомості
Борщівська сільська рада утворена в 1924 році.
- Територія ради: 62,14 км²
- Населення ради: 3 052 особи (станом на 2001 рік)

## Населені пункти
Сільській раді були підпорядковані населені пункти:
- с. Борщі
- с-ще Борщі
- с. Дібрівка
- с. Зелений Кут

## Населення
Згідно з переписом УРСР 1989 року чисельність наявного населення сільської ради становила 3227 осіб, з яких 1470 чоловіків та 1757 жінок.
За переписом населення України 2001 року в сільській раді мешкало 2817 осіб.

### Мова
Розподіл населення за рідною мовою за даними перепису 2001 року:
| Мова       | Відсоток |
| ---------- | -------- |
| українська | 92,40 %  |
| російська  | 4,75 %   |
| молдовська | 1,93 %   |
| вірменська | 0,72 %   |
| болгарська | 0,07 %   |
| німецька   | 0,03 %   |

## Склад ради
Рада складалася з 20 депутатів та голови.
- Голова ради:
- Секретар ради: Лукомська Світлана Сергіївна

### Керівний склад попередніх скликань
| Прізвище, ім'я, по батькові  | Основні відомості                                                          | Дата обрання | Дата звільнення |
| ---------------------------- | -------------------------------------------------------------------------- | ------------ | --------------- |
| Затика Геннадій Анатолійович | Сільський голова, 1968 року народження, член Соціалістичної партії України | 26.03.2006   | 31.10.2010      |

Примітка: таблиця складена за даними сайту Верховної Ради України

### Депутати
За результатами місцевих виборів 2010 року депутатами ради стали:

#### За суб'єктами висування
| Суб'єкт висування                                       | Кількість обраних депутатів | %  |
| ------------------------------------------------------- | --------------------------- | -- |
| Партія регіонів                                         | 16                          | 80 |
| Самовисування                                           | 3                           | 15 |
| Політична партія Всеукраїнське об'єднання «Батьківщина» | 1                           | 5  |

#### За округами
| № округу                                                | Прізвище, ім'я, по батькові   | Дата визнання обраним | Освіта  | Партійна приналежність                        | Відомості про обраного депутата                                 |
| ------------------------------------------------------- | ----------------------------- | --------------------- | ------- | --------------------------------------------- | --------------------------------------------------------------- |
| Партія регіонів                                         |                               |                       |         |                                               |                                                                 |
| 1                                                       | Осадчий Федір Микитович       | 01.11.2010            | вища    | позапартійний                                 | Борщівська загальноосвітня школа І-ІІІ ст. № 1, вчитель         |
| 2                                                       | Кушнір Оксана Володимирівна   | 01.11.2010            | середня | позапартійна                                  | Борщівська загальноосвітня школа І-ІІІ ст. № 1, техпрацівник    |
| 3                                                       | Павленко Марія Василівна      | 01.11.2010            | вища    | член Партії регіонів                          | Борщівська загальноосвітня школа І-ІІІ ст. № 1, помічник кухаря |
| 4                                                       | Біслічук Олена Вікторівна     | 01.11.2010            | середня | член Партії регіонів                          | Борщівська загальноосвітня школа І-ІІІ ст. № 1, бібліотекар     |
| 5                                                       | Тімков Василь Іванович        | 01.11.2010            | вища    | позапартійний                                 | приватний підприємець"Тімков В. І."                             |
| 7                                                       | Джура Віра Василівна          | 01.11.2010            | вища    | член Партії регіонів                          | пенсіонер                                                       |
| 9                                                       | Баландюк Любов Іванівна       | 01.11.2010            | вища    | член Партії регіонів                          | залізничний вокзал станції Котовськ, чергова                    |
| 10                                                      | Лукомська Світлана Сергіївна  | 01.11.2010            | вища    | член Партії регіонів                          | Борщівська сільська рада, секретар                              |
| 11                                                      | Никифорук Любов Іванівна      | 01.11.2010            | вища    | член Партії регіонів                          | Борщівська школа-інтернат І-ІІ ст., заступник директора         |
| 13                                                      | Перебітюк Оксана Анатоліївна  | 01.11.2010            | середня | член Партії регіонів                          | бібліотека селища Борщі, бібліотекар                            |
| 15                                                      | Мельник Володимир Павлович    | 01.11.2010            | вища    | позапартійний                                 | Балтське лісництво, лісник                                      |
| 16                                                      | Лунгу Людмила Василівна       | 01.11.2010            | середня | член Партії регіонів                          | тимчасово не працює                                             |
| 17                                                      | Паровик Діна Олександрівна    | 01.11.2010            | середня | позапартійна                                  | тимчасово не працює                                             |
| 18                                                      | Савич Світлана Парфентівна    | 01.11.2010            | середня | член Партії регіонів                          | відділення поштового зв'язку с. Дібровка, листоноша             |
| 19                                                      | Лукомський Сергій Дмитрович   | 01.11.2010            | вища    | член Партії регіонів                          | ТОВ «Котовське зерно», виконавчий директор                      |
| 20                                                      | Лук'яненко Олег Володимирович | 01.11.2010            | середня | позапартійний                                 | ТОВ «Котовське зерно», бригадир                                 |
| Політична партія Всеукраїнське об'єднання «Батьківщина» |                               |                       |         |                                               |                                                                 |
| 12                                                      | Росолова Любов Іванівна       | 01.11.2010            | вища    | член Всеукраїнського об'єднання «Батьківщина» | пенсіонер                                                       |
| Самовисування                                           |                               |                       |         |                                               |                                                                 |
| 6                                                       | Кушнір Валентина Василівна    | 01.11.2010            | вища    | позапартійна                                  | Борщівська сільська рада, землевпорядник                        |
| 8                                                       | Орлюк Лариса Іванівна         | 01.11.2010            | вища    | позапартійна                                  | приватний підприємець «Орлюк Л. І.»                             |
| 14                                                      | Ярмола Світлана Вячеславівна  | 01.11.2010            | вища    | позапартійна                                  | приватний підприємець"Ярмола С. В."                             |